# Віллемін Арденбурґ
Віллемін Арденбурґ (нід. Willemien Aardenburg, 30 серпня 1966) — нідерландська хокеїстка на траві.
Бронзова призерка Олімпійських Ігор 1988 року.